# Homoneura nigripennis
Homoneura nigripennis är en tvåvingeart som först beskrevs av Meijere 1913.  Homoneura nigripennis ingår i släktet Homoneura och familjen lövflugor. Inga underarter finns listade i Catalogue of Life.